# Geelsnavelkardinaal
De geelsnavelkardinaal (Paroaria capitata) is een zangvogel uit de familie van de Thraupidae.

## Kenmerken
Deze 17 cm grote vogel heeft een glanzend blauwzwarte bovenzijde, vleugels en staart en heeft een oranje snavel en poten. De kop is rood en de onderzijde wit.

## Verspreiding en leefgebied
Deze soort komt voor in zuidelijk centraal Zuid-Amerika en telt 2 ondersoorten:
- Paroaria capitata fuscipes: zuidoostelijk Bolivia.
- Paroaria capitata capitata: van centraal Bolivia en zuidelijk Brazilië tot Paraguay, noordelijk Argentinië en noordwestelijk Uruguay.